# Verenigde Groote en Kleine Polders
De Verenigde Groote en Kleine Polders is een poldergebied in de gemeente Haarlem in de Nederlandse provincie Noord-Holland. De polder ligt ten zuiden van de Roomolenpolder en ten oosten van het Spaarne.
Het gebied is grotendeels bebouwd als onderdeel van de stadsuitbreiding van Haarlem, Schalkwijk genaamd, in de jaren zestig en zeventig van de twintigste eeuw.
De De Kleine Molen bemaalde de polder.